# 紅雀微型無人機

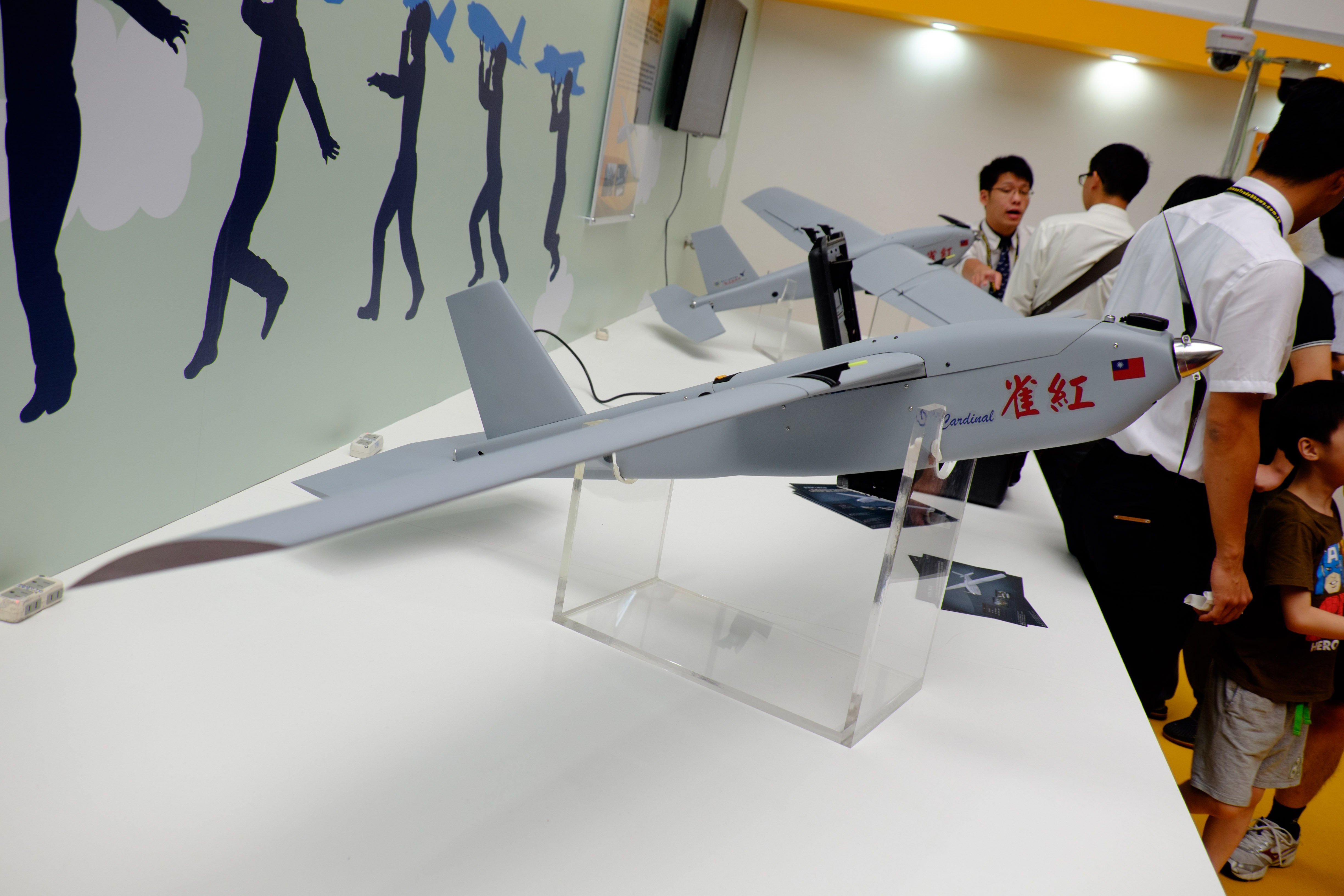
紅雀微型無人機

紅雀微型無人機，是2007年時中科院參考美軍RQ-11渡鴉式無人偵察機發展的單兵手持式迷你無人機系統。起飛時由單兵手持無人機用力擲出，也能透過彈射架發射升空。
目前應用於中華民國海軍陸戰隊連排級部隊，負責短程偵蒐及強化目標獲得能力。平時則可支援救災、水土保持、交通等監控。。

## 發展歷史
- 2009年，中科院改良了紅雀微型無人機的長期滯空能力。除了有加大的翼展外，翼端也改為上揚方式。紅雀微型無人機系統也展出了機用夜視鏡，供晚間遙控目視操作使用。[2]
- 2013年，紅雀微型無人機系統，由當時執行500公里行軍任務的陸軍特戰指揮部特戰第五營，進行性能測試。
- 2014年12月，紅雀二型無人機亮相。
- 2023年3月14日，紅雀三型首度亮相。[3]

## 紅雀無人機-諸元
- 總重：2.1公斤
- 全長：1.5公尺
- 翼展：1.0公尺
- 發動機：無刷電動馬達
- 全高：30公分
- 最大航程：15-20公里
- 最大飛行高度：4.5公里
- 配備：飛控電腦、導航儀、數據資料鏈、光電攝影機
- 酬載：CCD攝影機、夜視鏡
- 飛行模式：手控、定高、盤旋、導航與歸航

## 紅雀二型無人機-諸元[4][1]
- 總重：5.5公斤
- 全長：1.3公尺
- 翼展：2.2公尺
- 發動機：無刷電動馬達
- 全高：0.35公尺
- 最大航程：未公布
- 最高升限:2公里
- 監控範圍：8公里
- 飛行時間：1小時
- 最高飛行速度:每小時63公里
- 配備：飛控電腦、導航儀、數據資料鏈、光電攝影機
- 酬載：CCD攝影機、夜視鏡
- 飛行模式：手控、定高、盤旋、導航與歸航
- 回收：降落傘

## 紅雀三型無人機-諸元
- 總重：7公斤
- 具垂直起降能力
- 導控距離：30公里
- 飛行時間：大於1小時
- 酬載：紅外線熱像儀（EO/IR)、雷射測距

## 用戶
- 中華民國陸軍，30架紅雀無人機。
- 中華民國海軍陸戰隊，訂購五套紅雀二型無人飛機系統，飛行載具45架，其中15架為備份料件機，2016年已完成交付。[5][6]

## 失事紀錄
紅雀微型無人機，折損3架，27架中華民國海軍陸戰隊服役，截至2018年11月13日為止。
- 2017年9月19日，編號7的紅雀微型無人機在高雄左營因瞬間風速過大墜海。
- 2017年9月29日，編號12的紅雀微型無人機在高雄太平島因瞬間風速過大墜海。
- 2017年11月20日，編號24的紅雀微型無人機在高雄左營因瞬間風速過大墜海。